# الاندفاع إلى الفردوس (رواية)
الاندفاع إلى الفردوس (بالإنجليزية: Rushing to Paradise)‏ هي رواية للكاتب الإنجليزي جيه جي بالارد، نشرت عام 1994، عن دار نشر فلامنغو بريس.

## روابط خارجية
- الاندفاع إلى الفردوس على موقع الموسوعة البريطانية (الإنجليزية)